# Václav Noid Bárta

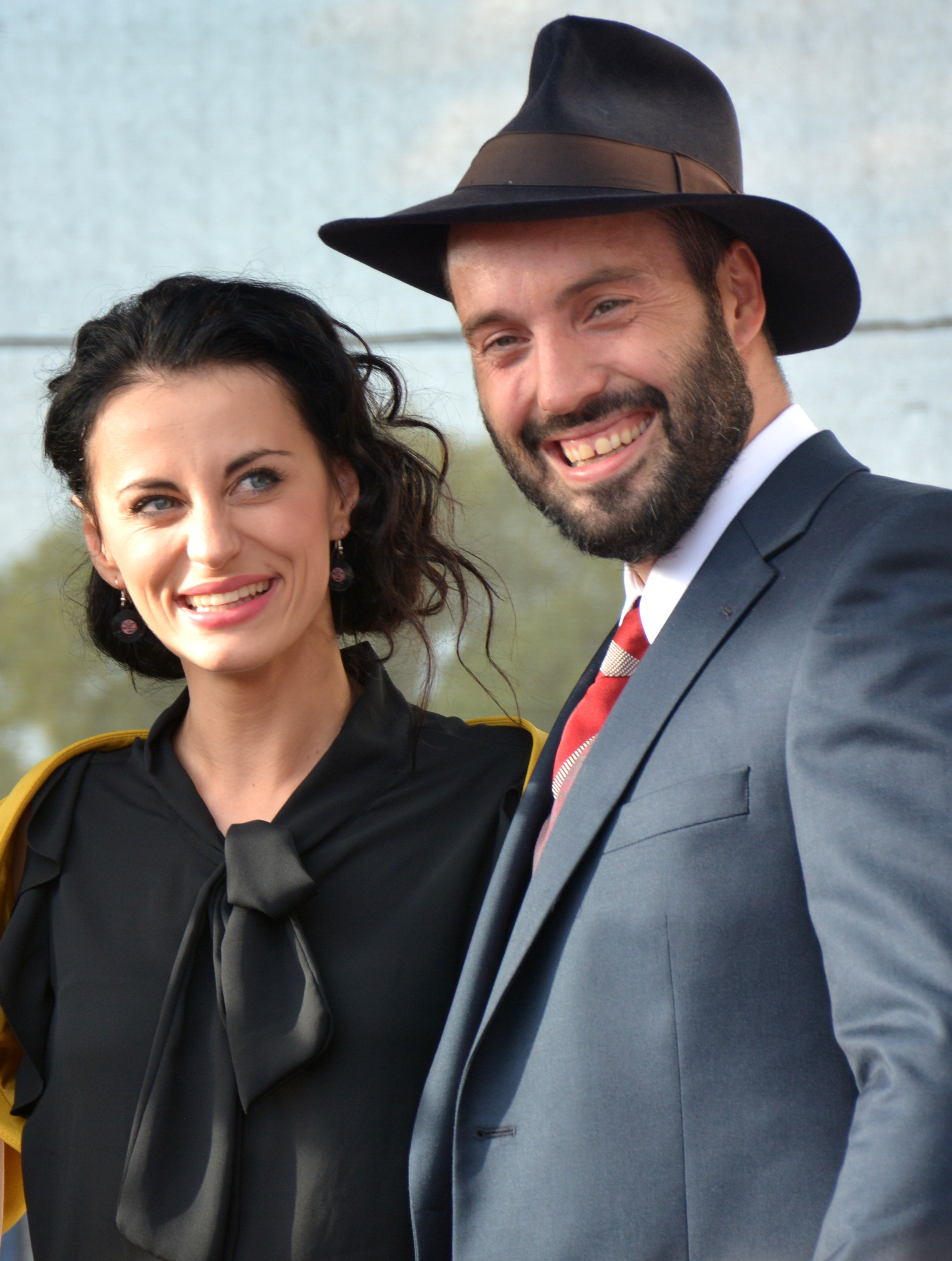
Václav Noid Bárta s Markétou Procházkovou v kostýmech Bonnie & Clyde ze stejnojmenném muzikálu Hudebního divadla v Karlíně (2016)

Václav Bárta, známý jako Václav Noid Bárta (* 27. října 1980 Praha) je český rockový zpěvák, hudební skladatel, producent, textař, herec, frontman české metalové skupiny Dymytry a je zakladatelem a vlastníkem české nahrávací společnosti Paranoid Studio.

## Osobní život
Václav Noid Bárta pochází z muzikální rodiny. Jeho otec je textař a režisér a matka je zpěvačka.
Od 17 let působil ve skupině Dolores Clan. Nyní má kapelu zvanou BekBek Clan. Zpívá a hraje v muzikálech Jesus Christ Superstar, Carmen a Sestra v akci v Hudebním divadle Karlín. Dříve Hamlet, Aida, Excalibur, Lucie, větší než malé množství lásky a Bonnie & Clyde.
Po CD Jedinej krok Noid připravuje na rok 2018 nové album.
Dne 7. dubna 2006 se na českém konzulátě v Miláně v Itálii oženil s Lucií Bílou, ale 1. září 2008 byl oficiálně oznámen jejich rozchod.
V roce 2010 začal udržovat vztah s modelkou Eliškou Bučkovou, ale v lednu 2013 se v dobrém rozešli, přestože byli zasnoubení a měli se brát. Poté měl dva krátké románky. Od dubna 2013 chodil s modelkou Gabrielou Dvořákovou, se kterou oznámili rozchod takřka týden před Vánoci 2013. Po třech týdnech se k sobě ale vrátili. V pondělí 7. července 2014 měli svatbu na starém country statku Jedraž nedaleko Hoštic. S Gabrielou má dceru Terezu. V roce 2018 se rozvedli.
V roce 2022 se oženil s tanečnicí Eliškou Grabcovou. Mají spolu dcery Elišku a Annu.
V roce 2015 se zúčastnil soutěže Eurovision Song Contest ve Vídni. Reprezentoval Česko společně se zpěvačkou Martou Jandovou. Zazpívali píseň Hope never dies, ke které Noid napsal hudbu. Do finále nepostoupili.
17. prosince 2023 byl oznámen jako nový zpěvák metalové skupiny Dymytry.
V anketě Český slavík 2024 skončil na třetím místě.

## Kariéra

### Herectví
- Láska je láska (2009) – kapelník
- Elixír života (2009) – ďábel
- Excalibur
- Kajínek (2010) – Křížek
- Carmen Archivováno 21. 10. 2017 na Wayback Machine. (2012) – García
- Obraz Doriana Greye
- Robin Hood – Robin
- Hamlet – Hamlet
- Jesus Christ Superstar Archivováno 21. 10. 2017 na Wayback Machine. – Ježíš, Jidáš a Pilát
- Aida Archivováno 21. 10. 2017 na Wayback Machine. – Radames
- Lucie, větší než malé množství lásky Archivováno 9. 12. 2013 na Wayback Machine. – Daniel
- Mam'zelle Nitouche Archivováno 21. 10. 2017 na Wayback Machine. – Režisér
- Svatby v Benátkách – Milánek (seriál na TV Prima)
- Bonnie & Clyde Archivováno 22. 10. 2017 na Wayback Machine. (2016) – Clyde Barrow
- Madagaskar – Král Jelimán
- Sestra v Akci Archivováno 21. 10. 2017 na Wayback Machine. – Curtis Shank

### Hudba
- Nelítostně (2008)
- Kajínek (2010)
- Němcová! (2010)
- Obchoďák (2012) – píseň „Když to nečekáš“
- Rány – (2012) – sólové album
- Václav Noid Bárta (2013) – sólové album
- Eurovision Song Contest 2015 – hudba k písni Hope never dies
- Jedinej krok (2015) – sólové album
- Bonnie & Clyde a další muzikálové hity (2016)
- Dymytry (2023)